# Aquarius (pel·lícula)
Aquarius és una pel·lícula franco-brasilera escrita i dirigida per Kleber Mendonça Filho, estrenada l'any 2016 i projectada al Festival de Canes 2016 en el marc de la competició oficial.

## Argument
Recife, 1980. Clara, que acaba d'escapar-se d'un Càncer de mama, organitza la festa d'aniversari de la seva tia de 70 anys.
Sexagenària i antiga crítica musical, Clara viu encara a l' « Aquarius », immoble de caràcter dels anys 1940 situat a la vora de mar.
Un promotor ha comprat tots els altres pisos i Ha fet fora els seus ocupants. Clara és l'única que rebutja marxar. Se segueix assetjament i intimidació qui trasbalsen Clara i la porten a repensar a la seva vida.

## Repartiment

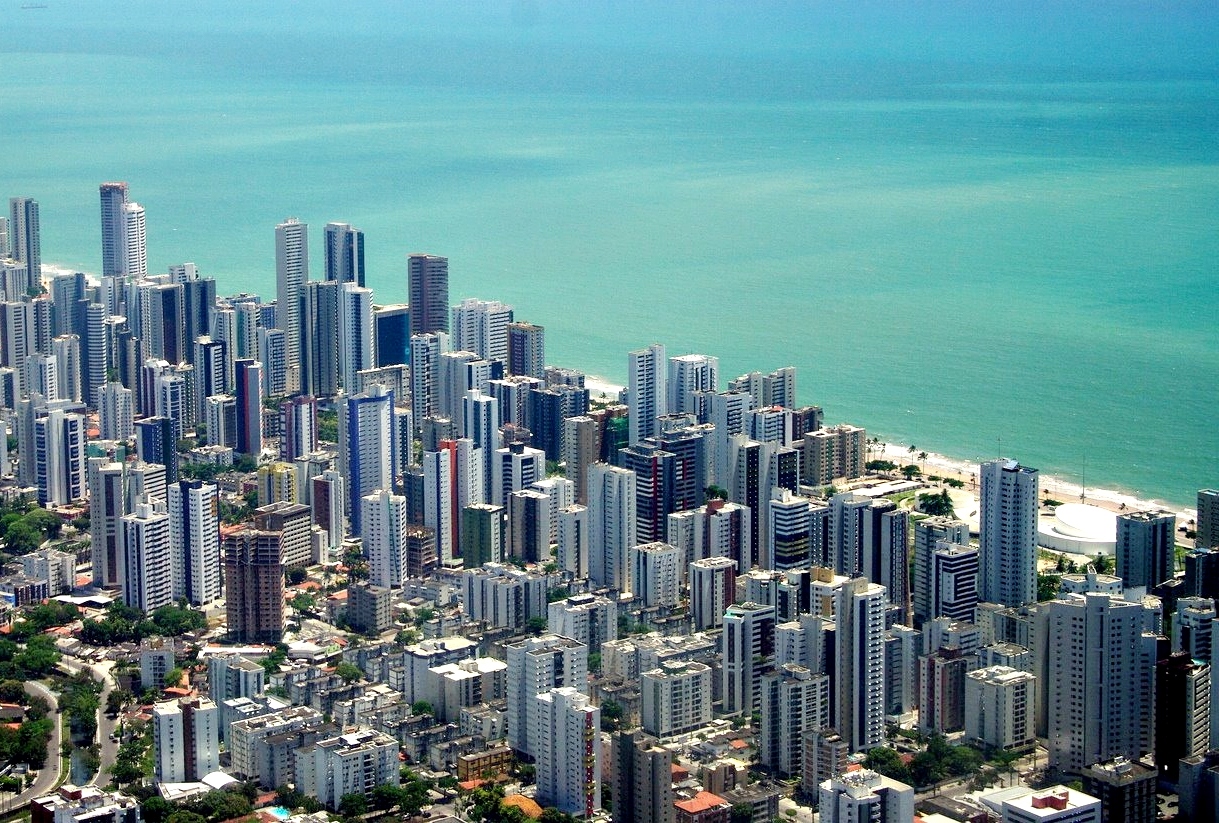
Barri de Boa Viagem on té lloc el film.

- Sonia Braga: Clara, la llogatera d' aquarius
- Irandhir Santos: Roberval, el bomber
- Maeve Jinkings: Ana Paula, la filla de Clara
- Zoraide Coleto: Ladjane
- Fernando Teixeira: Geraldo Bonfim, l'amo de la societat immobiliària
- Humberto Carrão: Diego, el seu net
- Carla Ribas: Cleide, l'amiga advocada de Clara
- Buda Lira: Antonio
- Rubens Santos: Rivanildo
- Paula De Renor: Fátima
- Bárbara Colen: Clara l'any 1980
- Daniel Porpino Adalberto: Rodrigo
- Pedro Queiroz: Tomás
- Germano Melo: Martin
- Julia Bernat: Julia
- Thaia Perez: la tia Lucia l'any 1980
- Arly Arnaud: Letícia
- Leo Wainer: Alexandre
- Lula Va Enterrar: Ronaldo
- Allan Souza Lima: Paulo
- Valdeci Junior: Josimar, un empleat de Bomfim
- Rubens Santos: Rivanildo
- Clarissa Pinheiro: Ana Paula
- Bruno Goya: Daniel
- Andrea Rosa: Juvenita, l'anciana emprada de casa
- Joana Gatis Tia: Lucia l'any 1940
- Tavinho Teixeira: Augusto

## Difusió a Brasil
El film va ser prohibit als menors de 18 anys mentre que
El film era el gran favorit a la professió per ser el candidat brasiler al Oscar a la millor pel·lícula en llengua estrangera, però va apartat pel comitè de selecció. El govern havia incorporat al comitè de selecció el crític Marcos Petrucelli, que havia declarat en el Festival de Canes que « l'equip hi havia marxat de vacances a Canes a costa de l'Estat, per humiliar públicament el país per les seves declaracions tot tornant amb les mans buides » i

## Acollida crítica
- L'acollida de la crítica és globalment molt positiva: el lloc Allociné té una mitjana dels crítics de premsa de 4,4/5, i dels crítics espectadors de 3,9/5. El lloc americà Rotten Tomatoes concedeix una nota mitjana de 8.2/10, amb 96 % de bones crítiques d'un total de 57.[1][2]
- Per a Etienne Sorin del Figaro, el film és un « magnífic retrat de dona (que) no és pas una santa i, sobretot a través de les seves relacions amb la seva minyona, Kleber Mendonça Filho mostra amb finesa que el Brasil és una societat de classes on sols els rics poden lluitar contra els rics ».[3]
- "Incomparable Sonia Braga (...) 'Aquarius' és tant un estudi de personatges com una intel·ligent reflexió sobre la supèrflua transitorietat del lloc i la manera en la qual l'espai físic eludeix la nostra identitat"[4]
- "'Aquarius' farà que vulguis mudar-te a Brasil (...) El seu lúcid sentit del temps i el lloc (...) és un dels més genersos plaers de la pel·lícula (...) Puntuació: ★★★★★ (sobre 5)"[5]
- "Aquarius" és un retrat meravellós i sorprenent, una trobada llarga i sense presses amb una persona única i complicada."[6]
- "Donya Clara representa un vestigi d'una època en la qual els objectes no eren només objectes, sinó dipositaris de fragments de vida de les persones (...) Puntuació: ★★★★ (sobre 5)"[7]

## Influències
Kleber Mendonça Filho ha declarat que per concebre el seu film es va inspirar en films italians dels anys 50 amb Anna Magnani, dels films americans dels anys 70 amb Jane Fonda, així com de les obres d'Alfred Hitchcock, sobretot per a les seqüències de malson.

## Premis i nominacions
- Festival de Canes 2016: selecció oficial, en competició
- Festival del film de Sydney: Premi a la millor pel·lícula.[9]
- Festival de Lima: Premi Especial del Jurat i Premi d'interpretació femenina.[10]
- Festival Biarritz Amèrica llatina: Premi del Jurat i Premi d'interpretació femenina.
- Classificat n°4 al Top 10 2016 dels Cahiers du cinéma[11]
- Premi a la millor pel·lícula estranger del sindicat francès de la crítica de cinema
- Nomenat per al Cèsar del Millor film estranger l'any 2017.